# Bataille de Lincoln (1141)
Pour les articles homonymes, voir Bataille de Lincoln.
Batailles
La bataille de Lincoln ou première bataille de Lincoln se déroule le 2 février 1141. Cet événement est un épisode important d'une période sombre de l'histoire de l'Angleterre, la guerre civile entre Étienne d'Angleterre et Mathilde l'Emperesse. À l'issue de cette bataille, le roi Étienne est capturé, puis emprisonné et déposé.

## Contexte

### Prise du château de Lincoln
Ranulf de Gernon, 2e comte de Chester, est en contentieux avec le roi Étienne d'Angleterre depuis que celui-ci a donné des terres du comté de Northumbrie au prince Henri, le fils du roi David Ier d'Écosse, dans les traités de paix de Durham de 1136 et 1139. Ranulf revendique la possession de ces terres que son père a été forcé de rendre au roi Henri Ier d'Angleterre. Il est prêt à se révolter afin de pouvoir en reprendre possession.
Fin septembre 1140, le prince Henri est présent à la cour du roi Étienne, et Ranulf a prévu de l'attaquer quand il sera sur le chemin du retour vers l'Écosse. Mathilde de Boulogne, épouse d'Étienne, a eu vent du complot et étant une femme d'honneur, persuade son mari d'escorter le prince jusqu'en Écosse. Les plans de Ranulf étant contrariés, il décide de prendre le château de Lincoln.
Aidé par son demi-frère utérin Guillaume de Roumare, il met au point une ruse. Ils envoient leurs deux femmes rendre visite à la femme du chevalier dirigeant la garnison installée là par Étienne, en vue de garder la place forte. Après quelque temps, Ranulf arrive habillé en vêtements ordinaires et escorté par trois chevaliers nonchalants. Il semble qu'il vient chercher les deux femmes. Aussitôt qu'elles arrivent, ils se saisissent de toutes les armes qu'ils peuvent et font entrer Guillaume et des renforts dans le château. Ils expulsent alors la garnison royale.

### Étienne fait la paix
Le roi Étienne fait un pacte avec les deux frères, afin, d'une part, de laisser le comté de Lincoln en paix, et d'autre part, de ne pas précipiter Ranulf vers le parti de Mathilde l'Emperesse, son adversaire. De plus, il était certain qu'au cas où le roi d'Écosse romprait leur traité de paix de Durham, Ranulf serait un atout très utile, car il pourrait être utilisé contre lui avec les terres du Nord comme récompense.
Donc Étienne ravale sa fierté, et Guillaume de Roumare est fait comte de Lincoln. À Ranulf sont donnés les pouvoirs administratif et militaire sur le comté de Lincoln et sur la ville et le château de Derby.

### Reprise de Lincoln
Toutefois, les citoyens de Lincoln écrivent au roi à Londres pour se plaindre du traitement qui leur est réservé par les deux frères. Ils l'informent aussi que ces deux derniers ne sont pas du tout sur leurs gardes et que, s'il vient rapidement, il pourrait reprendre facilement le château et capturer les deux intrigants. Le roi ne peut résister à l'appel du combat et à la tentation de reprendre Lincoln, qui était une des villes les plus importantes de son royaume.
Il arrive le 6 janvier 1141 et comme attendu trouve la ville non défendue. Il prend possession de la cité et immédiatement assiège le château. Mais bien qu'il ait été rapide, il ne l'a pas été assez car Ranulf est retourné vers son comté de Chester entretemps. Étienne capture tout de même 17 chevaliers et commence à utiliser ses machines de siège contre le château. La famille de Ranulf ainsi que celle de son frère, et Guillaume de Roumare lui-même sont retranchées à l'intérieur. Il semble toutefois que le roi autorise Guillaume de Roumare et les épouses à quitter en paix le château.
Le roi ordonne des attaques contre les autres châteaux de Ranulf dans la région. Alain le Noir attaque Belvoir, que le comte a acquis récemment. Alain le Noir prend aussi les châteaux d'Howden et Ripon où il met en garnison des troupes loyales au roi. Il rejoint ensuite le roi à Lincoln, avec des troupes venant du Yorkshire, qu'il a mobilisées avec l'aide de Guillaume le Gros, le comte de York.

### Le comte de Chester change de camp
Le comte Ranulf est outragé par le revirement du roi qui a été incapable de tenir son engagement écrit. Puisqu'il ne peut plus lui faire confiance, il contacte son beau-père le comte Robert de Gloucester, capitaine militaire du parti de Mathilde l'Emperesse et rejoint leur cause. Grâce à cette alliance, il réunit une force considérable de soutien angevins et aussi la maison militaire des rois gallois Morgan ab Owain de Glomorgan et Cadwaladr ap Gruffudd de Gwynedd. S'ajoute à ces hommes une forte cavalerie supplémentaire, ceux que les historiens contemporains appellent les « déshérités », qui sont probablement des chevaliers qui se sont trouvés dans le camp des perdants dans les récentes batailles en Normandie et dans le Sud-Ouest de l'Angleterre. Il reste là pendant un mois aux alentours de ses châteaux de Donington et de Derby. 
Étienne est averti de ce revirement, mais bien que ses conseillers lui disent qu'il serait mieux pour sa sureté qu'il quitte la ville, il n'en fait rien. Étienne, très soucieux de sa propre réputation, décide qu'il est préférable qu'il mène ses troupes. Les deux camps semblent prêts à jouer le sort du royaume sur une seule bataille.
L'armée des comtes de Chester et de Gloucester se déplace vers le Lincoln le 1er février 1141, et arrive sur la rive de la rivière Witham le dimanche 2 février, le jour de la Chandeleur. Plusieurs de ses barons conseillent à Étienne de ne pas engager la bataille ce jour-là, d'autant plus qu'un mauvais présage a eu lieu. En effet, les sources contemporaines relatent qu'à la messe de sept heures, ce matin-là, la bougie que le roi a reçue, et qu'il tenait dans la procession, s'est brisée, est tombée et s'est éteinte.

## La bataille

### Les forces en présence
- Du côté des forces angevines :
  - Robert, comte de Gloucester ;
  - Ranulf de Gernon, comte de Chester ;
  - des Gallois représentant un tiers des hommes.

- Du côté d'Étienne : 
  - Hugues Bigot, possible comte de Norfolk ;
  - Alain de Bretagne, comte de Richmond, et ses bretons ;
  - Simon II de Saint-Lis, comte de Northampton ;
  - Galéran de Beaumont, comte de Meulan et de Worcester ;
  - Guillaume III de Warenne, comte de Surrey ;
  - Guillaume le Gros, comte d'Albemarle et de York ;
  - Gilbert de Clare, 1er comte de Pembroke ;
  - Guillaume d'Ypres et ses mercenaires flamands.

### Le déroulement de la bataille
Un peu plus tard, les troupes de ses ennemis franchissent la Witham vers l'ouest de la ville. Les troupes royales descendent alors la colline de Lincoln. Les troupes des comtes de Chester et de Gloucester ont l'avantage dans l'infanterie légère, grâce aux Gallois. Alors que la bataille s'engage, une force avancée de cavaliers et d'infanterie est envoyée retarder la traversée de la rivière des assaillants, mais elle est rapidement mise en déroute. Les forces angevines arrivent alors rapidement au contact de l'armée royale.
Rapidement, les comtes de York et de Richmond, ainsi que les forces bretonnes de ce dernier désertent la bataille. De ce fait ils encouragent leurs adversaires qui peu à peu cernent le roi. Bientôt les forces du roi cèdent à la panique, et les autres comtes s'enfuient, laissant le roi seul avec ses hommes, incapables de s'enfuir car ils sont descendus de cheval pour combattre.
Le roi se retrouve seul, et en hardi combattant qu'il est, envoie ses hommes à l'assaut de ses ennemis. Il se bat à la hache, puis quand elle casse, à l'épée. Robert de Torigny rendra hommage à son courage, écrivant que si cent hommes de son calibre l'avaient accompagné, la victoire aurait changé de camp. Après un temps, les assauts répétés des chevaliers adverses font leur effet, et le roi est capturé par Guillaume de Cahaignes.

## Conclusion
De nombreux nobles sont capturés à la suite de la bataille : Gilbert de Gand, Baudouin FitzGilbert de Clare, Roger de Montbray, William II Peverel de Nottingham, Richard de Courcy, Bernard de Bailleul et Guillaume Fossard. 
Le comte Ranulf et d'autres vainqueurs entrent dans la cité et la mettent à sac comme c'est la tradition à l'époque. Ils massacrent les membres de la milice locale favorables au roi.
Le roi est emmené à Gloucester pour rencontrer Mathilde l'Emperesse, puis est emprisonné au château de Bristol, qui appartient au comte de Gloucester. Il est mis sous bonne garde, et peut-être même enchaîné. Plus tard, il est déposé, et ne recouvrera la liberté que grâce à la capture de Robert Gloucester à la suite de la bataille de Winchester.
Peu de temps après la bataille, Geoffroy, comte d'Anjou, et mari de l'Emperesse est averti de la victoire à Lincoln. Il envahit aussitôt la Normandie, et comme Étienne a été déposé à la suite de sa défaite, les nobles du duché ne peuvent que lui rendre hommage.

## Dans la culture
Le jeu vidéo Age of Empires IV retrace cette bataille dans sa campagne.

### Sources
- (en) David Crouch, The reign of King Stephen, 1135-1154, Harlow New York, Longman, 2000, 384 p. (ISBN 978-0-582-22658-6 et 978-0-582-22657-9), p. 139-142.
- (en) Battle of Lincoln sur Britainexpress.com.